# 三の丸遺跡
座標: 北緯35度32分02.4秒 東経139度33分31.9秒 / 北緯35.534000度 東経139.558861度
三の丸遺跡（さんのまるいせき）は、かつて神奈川県横浜市都筑区富士見が丘（調査当時は緑区川和町）に存在した縄文時代中期～後期（4400年前 - 3200年前）の環状集落と、奈良・平安時代の集落などからなる複合遺跡。港北ニュータウン遺跡群の1つ。縄文後期の集落が集中する同地域（荏田遺跡群）の中でも最大級の縄文集落だった。

## 概要
鶴見川・早渕川に挟まれた丘陵地帯の中にある標高60メートル程の舌状台地上に所在する。1965年（昭和40年）から始められた港北ニュータウン開発に伴う埋蔵文化財調査により、1972年（昭和47年）・1978年（昭和53年）・1980年（昭和55年）から1982年（昭和57年）にかけての3次にわたり発掘調査された（港北ニュータウン遺跡群調査）。なお三の丸遺跡を含むこの地域は、港北ニュータウン遺跡群内でも縄文時代後期の集落が密集する地域であり（荏田1遺跡・荏田2遺跡・華蔵台遺跡・華蔵台南遺跡・牛ヶ谷遺跡・大丸遺跡・小丸遺跡など）、これら縄文後期の集落群は「荏田遺跡群」と総称されている。調査後は全域が住宅街に造成されている。
調査の結果、推定75000平方メートルという広大な遺跡範囲から、旧石器時代の石器集中遺構や、縄文時代集落（早期の撚糸文式土器期～前期の諸磯期～中期の勝坂式期～後期の加曽利B1式期）、奈良・平安時代集落（竪穴建物11軒・掘立柱建物3棟等）、中世・近世の溝など、多時代にわたる遺構が検出された。

## 縄文後期の環状集落
検出された縄文時代遺構は、竪穴建物338軒、掘立柱建物59棟、土坑1139基などで、東西2群に別れて2つの集落を構成していた。それぞれ広場（土坑墓群）を中心に掘立柱建物群と竪穴建物群が同心円状に展開する大規模な環状集落で、縄文中期～後期にかけて2集落が隣接して形成され「双環状集落」の様相を呈していた。

### 核家屋
三の丸遺跡の縄文後期の集落では、他の竪穴建物群に比べてやや大型で、内部におびただしい数のピット（柱穴）が重複して検出されることから同一地点で長期間の建て直しを繰り返して存続したと考えられる建物跡が発見された。この種の大型建物は、考古学研究者の石井寛により「核家屋（かくかおく）」と呼称されており、都筑区内では、三の丸遺跡と同じく港北ニュータウン地域西側に位置する小丸遺跡や華蔵台遺跡、同地域東側の神隠丸山遺跡等でも見つかっている。核家屋は集落の「要」となる台地の付け根付近に建てられることが多く、建物前面に墓域が広がることから、集落内で墓前祭祀などを司る特殊な存在=村の長（オサ）的な地位にある人物の住居であった可能性が指摘されている。

### 三の丸遺跡の終焉
縄文時代中期に人口が急激に増加した三の丸遺跡は、後期前半に至っても面積・遺構数で隔絶した規模を維持し、荏田遺跡群内最大級の集落であったが、後期中頃（加曽利B1式期）から縮小をはじめ、加曽利B2式期には終焉を迎え、当地域に残る縄文集落は華蔵台遺跡のみとなった。三の丸縄文集落の消失は、後期中頃に港北ニュータウン地域全域で発生した縄文集落の減退という現象を象徴する出来事とされている。

## 関連文献
- 倉沢, 和子『三の丸遺跡調査概報』 6巻〈港北ニュータウン地域内埋蔵文化財調査報告〉、1985年3月31日。 NCID BN06931943。